# Koundian (Mali)
Pour les articles homonymes, voir Koundian.
Koudian est une commune malienne, située dans le pays de la Niatiaga, chef-lieu dans le cercle de Bafoulabé, dans la région de Kayes. Elle regroupe 31 villages,

## Histoire

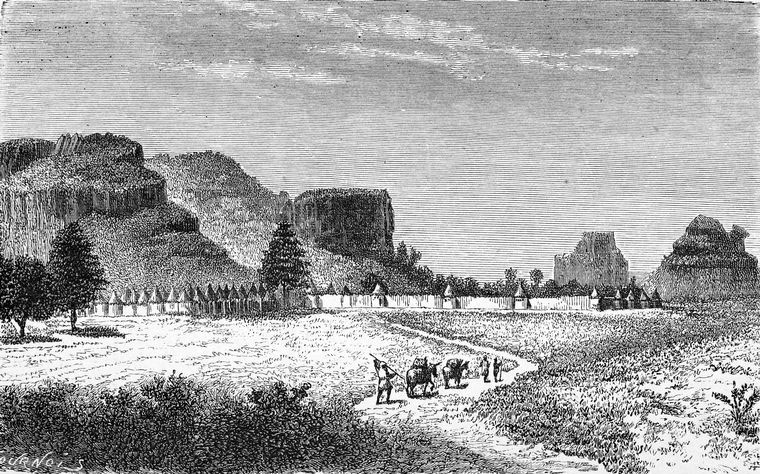
Koundian en 1872 (mission d'Eugène Mage

Le 18 février 1889 le général Archinard prend Koundian.